# Pierre de Turquet de Mayerne
Pierre de Turquet de Mayerne est un homme politique français né le 12 septembre 1743 à Châteauroux (Indre) et décédé le 5 septembre 1800 au Blanc (Indre).

## Biographie
Procureur syndic du district du Blanc, il est député de l'Indre de 1791 à 1792. Suspect sous la Terreur, il se rallie au coup d'État du 18 Brumaire et devient sous-préfet du Blanc.